# David Newman
David Louis Newman (Los Angeles, Califòrnia, 11 de març de 1954) és un compositor de cinema estatunidenc, amb dues nominacions a l'Oscar per la pel·lícula Anastasia.
David Newman naixia en una família de música de cinema llegendària: és el fill més gran d'Alfred Newman, germà de Thomas Newman, cosí de Randy Newman i nebot de Lionel Newman i Emil Newman. Després de l'acabament dels seus estudis, començava la seva carrera el 1974 com a músic d'estudi, però inevitablement entrava en el món del cinema, escrivint la música per al clàssic curtmetratge animat de Tim Burton Frankenweenie. L'any següent componia la seva primera banda sonora per un llargmetratge de Roger Corman Vendetta de Roger Corman i del film de terror de baix pressupost Critters.
Des de llavors, Newman ha enllaçat una gran llista de crèdits, contenint un elevat nombre de pel·lícules reeixides, però limitat a la gamma de gèneres populars per als quals se l'ha contractat, i que no fan justícia al seu gran talent amb temes memorables i orquestracions innovadores. Entre les seves partitures més populars hi ha pel·lícules com La guerra dels Rose (1989), The Flintstones (1994), El professor guillat (1996), Galaxy Quest (1999), Nutty Professor II: The Klumps (2000), 102 Dalmatians (2000), Dr. Dolittle 2 (2001), Ice Age (2002), Scooby-Doo (2002) i How to Lose a Guy in 10 Days (2003).
L'any 1997, per la pel·lícula Anastasia, obtindria dues nominacions a l'Oscar i dues més pel Globus d'Or.
David Newman fou elegit president de The Film Music Society el febrer de 2007.

## Filmografia
- Frankenweenie (1984)
- Vendetta (1986)
- Critters (1986)
- The Brave Little Toaster (1987)
- Malone (1987)
- My Demon Lover (1987)
- The Kindred (1987)
- Tira la mama daltabaix del tren (Throw Momma from the Train) (1987)
- La guerra dels Rose (The War of the Roses) (1989)
- Gross Anatomy (1989)
- Cranium Command (1989)
- Joves i monstres (Little Monsters) (1989)
- Disorganized Crime (1989)
- Heathers (1989)
- Bill & Ted's Excellent Adventure (1989)
- R.O.T.O.R. (1989)
- Mr. Destiny (1990)
- DuckTales: The Movie - Treasure of the Lost Lamp (1990)
- El passerell (The Freshman) (1990)
- Ocells de foc (Fire Birds) (1990)
- Casa de bojos (Madhouse) (1990)
- The Runestone (1990)
- Back to Neverland (1990)
- Paradise (1991)
- L'al·lucinant viatge de Bill i Ted (Bill & Ted's Bogus Journey) (1991)
- Rover Dangerfield (1991)
- Don't Tell Mom the Babysitter's Dead (1991)
- Talent for the Game (1991)
- The Marrying Man (1991)
- Meet the Applegates (1991)
- Other People's Money (1991)
- Hoffa (1992)
- That Night (1992)
- The Mighty Ducks (1992)
- Lluna de mel per a tres (Honeymoon in Vegas) (1992)
- The Itsy Bitsy Spider (1992)
- Compte amb la família Blue (Undercover Blues) (1993)
- Coneheads (1993)
- The Sandlot (1993)
- I Love Trouble (1994)
- The Cowboy Way (1994)
- The Flintstones (1994)
- El pare, un heroi (My Father the Hero) (1994)
- The Air Up There (1994)
- Operation Dumbo Drop (1995)
- Tommy Boy (1995)
- Només elles... els nois a un costat (Boys on the Side) (1995)
- Michael & Mickey (1995)
- Jingle All the Way (1996)
- Matilda (1996)
- El professor guillat (The Nutty Professor) (1996)
- The Phantom (1996)
- El gran trapella (Big Bully) (1996)
- Anastasia (1997)
- Out to Sea (1997)
- 1001 Nights (1998)
- Galaxy Quest (1999)
- Brokedown Palace (1999)
- Bowfinger (1999)
- Never Been Kissed (1999)
- 102 Dalmatians (2000)
- Enlluernat (Bedazzled) (2000)
- Duets (2000)
- Nutty Professor II: The Klumps (2000)
- The Flintstones in Viva Rock Vegas (2000)
- Spotlight on Location: Nutty Professor II: The Klumps (2000) (TV)
- El misteri del collaret (The Affair of the Necklace) (2001)
- Dr. Dolittle 2 (2001)
- The Flamingo Rising (2001) (TV)
- Scooby-Doo (2002)
- Life or Something Like It (2002)
- Ice Age: L'edat de gel (Ice Age) (2002)
- Smoochy (Death to Smoochy) (2002)
- El gat (The Cat in the Hat) (2003)
- Duplex (2003)
- Papa cangur (Daddy Day Care) (2003)
- How to Lose a Guy in 10 Days (2003)
- Scooby-Doo 2: Desbocat (Scooby Doo 2: Monsters Unleashed) (2004)
- Serenity (2005)
- La mare del nuvi (Monster-in-Law) (2005)
- L'home de la casa (Man of the House) (2005)
- Quan arribarem? (Are We There Yet?]) (2005)
- Norbit (2007)
- Alvin i els esquirols 2 (Alvin and the Chipmunks: The Squeakquel) (2009)

## Premis i nominacions

### Nominacions
- 1998. Oscar a la millor banda sonora per Anastasia